# Сборная Германии по бейсболу
Сборная Германии по бейсболу — сборная, представляющая Германию на международных соревнованиях по бейсболу. Основана в 1953 году.
Германия занимает 3 место в Европейском и 17 место в Мировом рейтингах. Вице-чемпионы Европы 1957 года. Участница первого Чемпионата Европы по бейсболу. Входит в пятерку сборных (Италия, Франция, Нидерланды, Бельгия), которые основали Европейскую федерация по бейсболу.

## Результаты
Чемпионат мира по бейсболу
| - 1972 : 11-е - 1973 : 11-е - 2007 : 14-е - 2009 : 17-е - 2011 : 15-е |

Чемпионат Европы по бейсболу
| - 1954 : 4-е - 1955 : - 1956 : 5-е - 1957 : - 1958 : - 1960 : не квалиф. - 1962 : 5-е - 1964 : не квалиф. - 1965 : - 1967 : |  | - 1969 : 4-е - 1971 : - 1973 : не квалиф. - 1975 : - 1977 : не квалиф. - 1979 : не квалиф. - 1981 : не квалиф. - 1983 : не квалиф. - 1985 : не квалиф. - 1987 : 7-е |  | - 1989 : 8-е - 1991 : не квалиф. - 1993 : 7-е - 1995 : 6-е - 1997 : 10-е - 1999 : 10-е - 2001 : 9-е - 2003 : 12-е - 2005 : 4-е - 2007 : 4-е |  | - 2010 : - 2012 : 4-е - 2014 : 5-е |